# Jur Hronec
Jur Hronec, někdy také Juraj Hronec (17. května 1881 Gočovo – 1. prosince 1959 Bratislava) byl slovenský matematik, pedagog a veřejný činitel.

## Život
Narodil se v Gočove, okres Rožňava, v rodině rolníka Ondřeje Hronce a jeho manželky Zuzany Pribékové. Vyrůstal ve skromných poměrech. Po maturitě na gymnáziu v Rožňavě studoval matematiku a fyziku na univerzitě v Kluži, kde ho učil profesor Ľudovít (Ludwig) Schlesinger (*1864 – †1933). Absolvoval studijní pobyty v Göttingeně, Berlíně, Giessenu a na pařížské Sorboně. V roce 1921 se stal členem Jednoty českých matematiků a fyziků. Až do roku 1922 byl profesorem a později ředitelem kežmarského lycea. Dále studoval na Karlově univerzitě v Praze, kde habilitoval v roce 1923. Vyučoval na Jiráskově gymnáziu v Praze. V letech 1925 až 1938 působil na Vysoké škole technické v Brně. V roce 1936 byl iniciátorem „Akce za vybudování slovenských vysokých škol. Byl prvním rektorem Státní vysoké školy technické Dr. Milana Rastislava Štefánika. V letech 1945 až 1954 byl předsedou Matice slovenské.

## Ocenění
V Rožňavě je po něm pojmenována Základná škola akademika Jura Hronca. Na uctění jeho památky byly vydány československé a slovenské poštovní známky.

## Dílo
Je autorom značného počtu vědeckých prácí, publikácí a vysokoškolských učebníc, z nich nejvýznamnější jsou:
- Matematika ako prostriedok výchovy (Kluž, 1906),
- Vyučovanie a vyučovacia osobnosť (1923),
- Učiteľova osobnosť (1926),
- Algebraické rovnice a ich použitie na analytickú geometriu (1923, 1949),
- Lineárne diferenciálne rovnice obyčajné (1938),
- Diferenciálny a integrálny počet I, II (1941, 1957) – první slovenská vysokoškolská učebnice matematiky,
- Diferenciálne rovnice I, II (1956–1958).